# Vlajková
Vlajková či vlajkovka (lze se setkat i s anglickým ekvivalentem Capture the Flag) je původem outdoorová hra pro více než jeden tým, při které se snaží hráči ukořistit vlajku nepřátelského týmu za současného uchránění vlastní vlajky před přemístěním nepřítelem.
Každý tým má své stanoviště, kde se nachází vlajka. Úkol je uchránit svoji vlajku a získat vlajku cizí (většinou tak, že hráč prostě přeběhne přes soupeřovu). Cizí vlajku je poté nutné donést na svoje stanoviště ke svojí vlajce, čímž daný tým získá bod.

## Počítačové hry
Capture the Flag (zkratka CTF) je mód, který se masově rozšířil díky multiplayeru ve hře Quake 2 a okamžitě dosáhl obrovské popularity, přičemž se stal jedním ze standardních módů, které jsou poskytovány ve starších ale i nových počítačových hrách.

### Modifikace CTF
V počítačových herních světech existují i různé modifikace jako Capture the Area, kdy se vlajka nepřenáší, ale mění se vlastnictví objektů náležící pod vlajku. Jednou z největších implementací Capture the Area je pak válečný simulátor Battleground Europe založený na postupném zabírání objektů herní mechaniky (přes 5000) a získávání území na nepřerušené mapě o rozloze 50 000 kilometrů čtverečních.

## Příbuzné pojmy
- rush – útočná strategie spočívající v co nejrychlejším postupu k hlavnímu cíli (vlajce, základně), bez zdržování se vedlejšími cíli (průzkumem terénu, přípravou obranných postavení)